# Routledge
Ра́утледж, также Рутледж (неверное, но распространённое написание и произошение) (англ. Routledge, [ˈraʊtlɛdʒ]) — британский международный издательский дом, крупное научное издательство. Функционировал под несколькими названиями. Штаб-квартира издательства находится в Милтон-парке, Абингдон, графство Оксфордшир, Англия. Издательство имеет офисы по всему миру, в частности в Филадельфии (США), Мельбурне (Австралия), Нью-Дели (Индия), Сингапуре и Пекине (Китай).
Современный Routledge издаёт книги в гуманитарных, социальных, поведенческих и юридических областях знаний, а также учебники по различным специальностям. Он считается самым крупным издательством в области гуманитарных и социальных наук.
В 1998 году Routledge, входивший в состав издательской ассоциации Cinven, был приобретён у неё научной издательской группой Taylor & Francis (T&F) за 90 миллионов фунтов стерлингов. Двумя годами ранее Cinven договорилась о покупке Routledge лишь за 25 миллионов. Ранее Routledge был прямым конкурентом T&F и главной преградой к установлению монополии на рынке. В 2004 году произошло слияние Taylor & Francis с британским издательством Informa plc, что превратило T&F в импринт Informa, который стал «глобальным академическим издательским подразделением» компании.

## История
История Routledge уходит своими корнями в первую половину XIX века, когда лондонский книжный торговец Джордж Раутледж (1812—1888) основал в 1836 году издательство Camden Publishing. В 1851 году в партнёрстве со своим шурином он зарегистрировал издательскую компанию George Routledge & Co. Во второй половине XIX века фирма продолжала расти и расширяться, публикуя как популярную художественную литературу, так и туристические и справочные издания. В процессе компания вступала в партнёрство с другими издательствами и несколько раз меняла своё название. В 1902 году компания чуть не обанкротилась, но смогла выжить и, преобразовавшись, начала расширяться, приобретая другие компании, среди которых было несколько престижных научных издательств. В результате слияния с Kegan Paul, Trench, Trübner & Co в 1912 году издательство стало называться Routledge & Keegan Paul (Раутлежд и Киган Пол) и всё больше специализироваться на публикации научной литературы. Постепенно Routledge & Keegan Paul приобрёл известность как крупный и авторитетный издатель книг в области общественных наук.

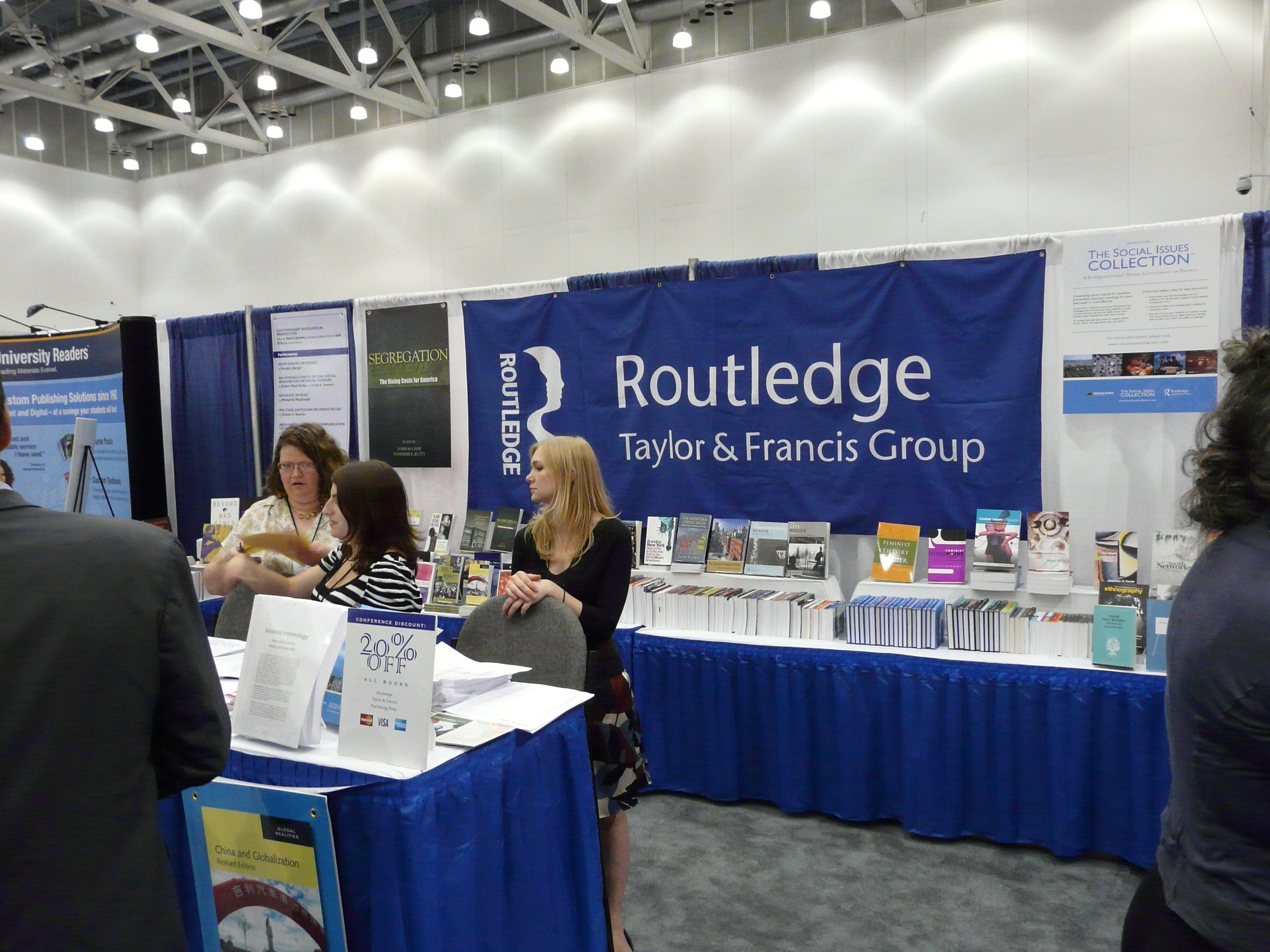
Routledge на конференции American Sociological Association (ASA) в Бостоне в 2008 году

В 1985 году издательство Routledge & Keegan Paul объединилось с Associated Book Publishers (ABP), которое в 1987 году было куплено компанией International Thomson. Routledge функционировал как её дочерняя фирма до 1996 года, когда в результате MBO, профинансированного европейской частной инвестиционной фирмой Cinven, издательство снова начало работать как самостоятельная компания. В 1998 году совет директоров Cinven и Routledge приняли предложение о продаже компании международному издательству Taylor & Francis. В соответствии с условиями сделки, Routledge продолжил публиковать литературу под своим именем, функционируя в качестве филиала-импринта компании. В 2004 году произошло слияние T&F с компанией Informa plc. Routledge продолжил свою деятельность как импринт компании Taylor & Francis, ставшей глобальным академическим подразделением, публикуя академическую литературу по гуманитарным и общественным наукам.